# Vital
Vital è un film del 2004 diretto da Shinya Tsukamoto. È stato presentato nella sezione Orizzonti alla 61ª Mostra del Cinema di Venezia.
In Italia è stato distribuito in DVD con il titolo Vital - Autopsia di un amore dalla Koch Media (in collaborazione con Eskimo e Revolver).

## Trama
In un terribile incidente stradale lo studente di medicina Hiroshi ha perso la memoria, mentre la sua compagna Ryôko è rimasta uccisa.
Per tentare di ritornare alla normalità, riprende i suoi studi. Durante il corso di anatomia, sezionare un cadavere sembra risvegliare ricordi, più o meno reali, finché capisce che il corpo su cui sta facendo pratica è proprio quello di Ryôko. L'incredibile scoperta non solo non lo ferma, ma lo spinge a continuare la dissezione e lo studio di quel corpo con ossessione crescente, come fosse in cerca dell'essenza (anima?) della persona che era stata. Mentre la fa rivivere nella propria mente, in un luogo immaginario nel quale vorrebbe perdersi con lei, nella realtà si fa coinvolgere in violenti amplessi dalla compagna di corso Ikumi, dedita all'asfissia erotica.
Alla fine riuscirà a "lasciar andare" Ryôko, elaborare il lutto e ritrovare se stesso.

## Riconoscimenti
- BIFFF 2005: Silver Raven